# Concert per a piano (Britten)
El concert per a piano, op. 13, va ser compost per Benjamin Britten la primavera de 1938 i estrenat el 18 d'agost del mateix any a Londres, als Proms, per l'Orquestra de la BBC, sota la direcció de Sir Henry Wood i el mateix comporitor al piano. Està dedicat al compositor Lennox Berkeley. El 1945, Britten va revisar l'obra i va reescriure una nova versió del moviment lent. Aquesta versió va ser estrenada el 1946.
Té una durada aproximada de 35 minuts. Els moviments del concert són:
1. Toccata: Allegro molto e con brio
2. Waltz: Allegretto
3. Impromptu: Andante lento (substitueix el Recitare and Aria de la versió original)
4. March: Allegro moderato sempre a la marcia